# Герлах, Эрнст Людвиг фон
Эрнст Людвиг фон Герлах (нем. Ernst Ludwig von Gerlach; 7 марта 1795, Берлин, Бранденбург, Пруссия — 18 февраля 1877, там же, Германия) — прусский судья, политик, публицист и писатель. Считается одним из главных основателей и идеологических вдохновителей консервативной партии в Пруссии. Долгое время являлся лидером фракций в прусской нижней палате. Принял ведущую роль в создании «Новой Прусской Газеты» (нем. Neue Preussische Zeitung, также известную как нем. Kreuzzeitung). Исповедовал пиетизм, который активно продвигал в политической среде высшего общества Пруссии.
Сын Карла Фридриха Леопольда фон Герлаха, брат Людвига Фридриха Леопольда фон Герлаха.

## Биография

### Детство и юность
Герлах родился в 1795 году и был четвёртым ребёнком в семье обер-бургомистра Берлина Карла Фридриха Леопольда фон Герлаха (нем. Carl Friedrich Leopold von Gerlach).
Семья Эрнста фон Герлаха являлась типичным образцом привилегированной знатной семьи прусской аристократии.
В период с 1810 по 1815 годы, изучал право в только что образованном Берлинском университете, затем продолжил обучение в Гёттингене и Гейдельберге.
Принимал участие в войне Шестой Коалиции в офицерском звании в 1813—1815 годах, где получил несколько ранений.
Затем продолжил судебную карьеру.

### Государственная служба в Пруссии
Герлах начал государственную службу в судебной отрасли в 1820 году.
Спустя три года он становится судьей высокого суда (нем. Oberlandesgerichtsrat) в городе Наумбург.
С 1829 года Герлах занимает пост сельского и городского судьи в Галле.
В 1835 году назначается вице-президентом высшего земельного суда во Франкфурте-на-Одере, сменяя на этом посту своего скончавшегося брата Вильгельма фон Герлаха.
Одним из важнейших событий в жизни Герлаха явилась дружба с Адольфом фон Тадден-Триглаффом, которого он встретил в Берлине в 1815 году.
Не в последнюю очередь благодаря этим отношениям Эрнст с братом Людвигом стали принимать активное участие в померанском движении ривайвелизма с 1820-х годов.
Религиозность, которую он приобрел в молодости, исповедуя неопиетизм, впоследствии сопровождала его и оказывала влияние на все его поступки и мысли до последних дней жизни.
Его знакомство с Отто фон Бисмарком также датируется этим периодом.[уточнить]
Ещё в 1827 году Герлах, помимо прочих занятий, основал совместно с Эрнстом Вильгельмом Хегстенбергом и Августом Толуком «Газету Евангелической Церкви», выступавшую против либеральных веяний в стране и Церкви, а также против любых посягательств на союз «трона и алтаря». Впоследствии превратилась в один из основных органов организации ранних консерваторов в предвоенный период.
Состоял в клубе на Вильгельмштрассе[уточнить], который ставил своей задачей реконструкцию христианско-германского государства, а также сотрудничал с консервативно-радикальным «Берлинским политическим еженедельником» (нем. Berliner politisches Wochenblatt), выходившим с 1831 по 1841 годы. Не следует путать издание с «Новой прусской газетой», распространявшейся с 1851 по 1861 годы, в создании которой Герлах также принимал участие во время революции 1848 г. и видел в ней главную артерию идей прусской консервативной партии и оппозиционный элемент планам Отто фон Бисмарка по объединению Германии в 1860-х и 1870-х годах..
В 1842 году Герлах занял должность тайного советника, чуть позже Герлах — член Государственного совета и законодательной комиссии при Фридрихе Карле фон Савиньи.
В дополнение к экспертному мнению в созываемом Верховном суде Пруссии[уточнить], Герлах трудился также в качестве докладчика по планируемой реформе прусского права.
Стал председателем Высшего земельного суда апелляционной инстанции Магдебурга в 1844 году.
Там он совместно со своим братом Леопольдом и консисторским руководителем Карлом Фридрихом Гошелем борется с членами рационалистической ассоциации «Lichtfreunde».

### Служба в парламенте и журналистская деятельность
События революции 1848 года укрепили стремление Герлаха стать активным также и в политике. В марте того же года он видел себя подверженным враждебности со стороны берлинских и магдебургских революционеров из-за своей должности председателя суда в Магдебурге, что, по его собственному утверждению, лишь усиливало его позицию. Он принял участие в Генеральной ассамблее волонтерского объединения юнкерского парламента.[уточнить] Где в 1848 году произнес речь консервативного толка на тему интересов в области земельной собственности и процветания всех классов общества. Герлах с братом Леопольдом также играл значительную роль в так называемой камарилье вокруг короля Фридриха Вильгельма IV: группа влиятельных политиков пыталась повлиять на правящие круги во главе с королем в собственных интересах. Влияние братьев Герлахов на короля позволило, в частности, прийти в «большую политику» Отто фон Бисмарку. В тот же период Герлах основывает «Новую Прусскую Газету», впоследствии названную «Крестовой газетой», по изображению Железного креста на обложке. В 1848 году издание перешло в управление Фридриха Юлиуса Столла и Германна Вагенера, доверенного лица Герлаха. Позже Герлах вел в газете ежемесячно или ежеквартально колонку консервативного направления «Хроника» (нем. Rundschau).
С 1849 года он становится членом Первого кабинета прусского ландтага, впоследствии Прусской палаты лордов, где снова на стороне Столла, как председатель Молодой консервативной партии, боролся против радикального либерализма и демократизации, а также за восстановление предреволюционного старого порядка. Герлих выражал те же взгляды и в качестве представителя Союзного парламента в Эрфурте (нем. Erfurter Unionsparlament).[уточнить] Революция и абсолютизм, как политические процессы, рассматривались им как катастрофичные отклонения от сбалансированного идеала, коим было христианское государство, обязанное своим появлением Богу. Развитие политических взглядов Герлаха было вначале обязано трудам Карла Людвига фон Галлера, а затем его знакомству и близким отношениям с Фридрихом Юлиусом Столлом.
В 1852 году, Герлах был избран в Представительную палату прусского ландтага для представления Кошалина, а в 1855 он становится основателем и председателем консервативной фракции, названной его именем, фракция Герлаха. С началом правления Вильгельма I в 1858 году Герлах теряет свой правительственный мандат в ходе беспрецедентного поражения консерваторов на выборах. В результате чего он уходит с поста председателя Консервативной партии и завершает сотрудничество с «Новой Прусской газетой».

### Поздние годы и разрыв с Бисмарком
Герлах выступал против войны с Австрией в 1866 году из соображений солидарности с правящей принцессой[уточнить], равно как и против аннексии в северной Германии и усиления контроля Австрии со стороны Германии. Подтверждения этому можно найти в его брошюре «Аннексия и Северогерманский союз» (нем. Die Annexionen und die Norddeutsche Bund), выпущенной в 1866 году. В прусском ландтаге с 1873 он зарекомендовал себя как один из наиболее жестких и последовательных оппонентов в церковных вопросах в период бисмарского «Культуркампфа» и присоединился к центристской партии на правах волонтера.[уточнить] Тем самым Герлах окончательно испортил отношения с Бисмарком, чьим другом был долгие десятилетия и чьему карьерному взлету он с братом активно способствовал прежде, при том являясь крестным отцом Герберта фон Бисмарка, сына Отто. Из-за его эссе «Гражданский брак и канцлер» против него было возбуждено в 1874 году, по инициативе Бисмарка, уголовное преследование за неуважение к власти (§ 131 Уголовного кодекса). Герлах был впоследствии приговорен к штрафу, а распространение эссе было запрещено, что лишь увеличило его продажи. После чего он добровольно покинул пост председателя суда в Магдебурге в том же 1874 году, который был ему предоставлен Вильгельмом I.

### Смерть
В 1877 он был снова избран представителем в Рейхстаге от Германо-Ганноверской партии для представления интересов Ганновера (Оснанбрюк), после присоединения рейхстага как института к Партии Центра.[уточнить] Но 18 февраля 1877 года Эрнст Людвиг фон Герлах погибает от последствий аварии, которая произошла вечером 16ого числа на Шоненбергском мосту в Берлине. Он был похоронен на церковном кладбище в Берлин-Митте.

## Творчество
- Hellmut Diwald (Hrsg.): Von der Revolution zum Norddeutschen Bund. Politik und Ideengut der preußischen Hochkonservativen 1848—1866, zwei Bände. Göttingen: Vandenhoeck & Ruprecht, 1970.
- Ernst Ludwig von Gerlach: Aufzeichnungen aus seinem Leben und Wirken 1795—1877. Herausgegeben von Jakob von Gerlach. 2 Bände. Bahn, Schwerin 1903;
  - Band 1: 1795-1848.
  - Band 2: 1848-1877.
- Ernst Ludwig von Gerlach: Gottesgnadentum und Freiheit. Ausgewählte politische Schriften aus den Jahren 1863 bis 1866. Herausgegeben und mit einem Nachwort versehen von Hans-Christof Kraus. Karolinger, Wien u. a. 2011, ISBN 978-3-85418-141-5.
- Jürgen von Gerlach: Von Gerlach, Lebensbilder einer Familie in sechs Jahrhunderten. Insingen, Degener, 2015, ISBN 978-3-7686-5209-4.
- Bernd Haunfelder: Biographisches Handbuch für das Preussische Abgeordnetenhaus. 1849—1867 (= Handbücher zur Geschichte des Parlamentarismus und der politischen Parteien. Bd. 5). Droste, Düsseldorf 1994, ISBN 3-7700-5181-5, S. 280, Nr. 482, Gerlach, Ernst Ludwig von.
- Hans-Christof Kraus: Ernst Ludwig von Gerlach. politisches Denken und Handeln eines preussischen Altkonservativen (= Schriftenreihe der Historischen Kommission bei der Bayerischen Akademie der Wissenschaften. Bd. 53, 1-2). 2 Bände. Vandenhoeck & Ruprecht, Göttingen 1994, ISBN 3-525-36046-0 (Zugleich: Göttingen, Universität, Dissertation, 1992).
- Hans-Joachim Schoeps (Hrsg.): Aus den Jahren preußischer Not und Erneuerung. Tagebücher und Briefe der Gebrüder Gerlach und ihres Kreises 1805—1820. Berlin: Haude & Spenersche Verlagsbuchhandlung, 1966.
- Hans-Joachim Schoeps: Gerlach, Ernst Ludwig. In: Neue Deutsche Biographie (NDB). Band 6, Duncker & Humblot, Berlin 1964, ISBN 3-428-00187-7, S. 296—299 (Digitalisat).
- Karl Wippermann: Gerlach, Ludwig von. In: Allgemeine Deutsche Biographie (ADB). Band 9, Duncker & Humblot, Leipzig 1879, S. 9-14.